# Hayat Tahrir al-Sham
| Hayat Tahrir al-Sham ('Organisationen för befriandet av Levanten') |
| --- |
| Idlib-provinsen, HTS mångåriga maktbas. - Betydelse – militant islamistisk gruppering i Syrien - Bakgrund – 2016/2017, ombildning av Jabhat al-Nusra (Nusrafronten) - Verksamhet – ledande makt i Idlib-provinsen; delaktig i störtandet av Assadregimen 2024 |

Hayat Tahrir al-Sham (HTS; arabiska: هيئة تحرير الشام, Hayʾat Taḥrīr ash-Shām ’Organisationen för befriandet av Levanten’) var en militant islamistisk gruppering. Den bildades i Syrien 2017 under det pågående inbördeskriget, som en ombildning av Jabhat al-Nusra (Nusrafronten). Man hade haft sitt huvudsakliga fäste i Idlib i nordväst. Därifrån inledde man under senhösten 2024 den offensiv som, med hjälp av andra oppositionsgrupper, störtade al-Assad-regimen från makten.
Hayat Tahrir al-Sham var terrorstämplad av bland andra FN och USA (sedan 2018). Man hade dock försökt distansera sig från de tidigare banden med al-Qaida. Gruppen leddes av Ahmed al-Sharaa, ledare av Nusrafronten mellan 2012 och 2017.
Efter Assadregeringens fall beslöt en nationell konferens 29 januari 2025 att upplösa Hayat Tahrir al-Sham.

## Historik

### Bakgrund
Grupperingen hade sina rötter i en förlängning av den irakiska grenen av al-Qaida – Nusrafronten, bildad 2011 – och hade definierats som en salafistisk jihadistgrupp. Under 2010-talets gång lösgjorde man sig successivt från de tidigare banden med al-Qaida, vilket ledde till att många jihadister inom organisationens led avvek och därefter bildade den separata grupperingen Hurras al-Din. HTS fortsatte dock som islamister och hade av många betecknats som hårdföra.
Gruppen var först känd som Nusrafronten, vilken i juli 2016 tog avstånd från extremistnätverket al-Qaida och bytte namn till Jabhat Fatah al-Sham. I januari 2017 upplöstes Jabhat Fatah al-Sham för att tillsammans med en rad andra grupperingar återuppstå som Hayat Tahrir al-Sham. Därefter omdefinierade man grupperingen som en lokal/nationell organisation, med syfte att kämpa emot och störta Assad-regimen och införa islamistiskt styre i Syrien. Ledaren för den nya organisationen hade al-Jolani varit, och han fungerade även under åren 2012–2017 som ledare av Nusrafronten.

### Utveckling

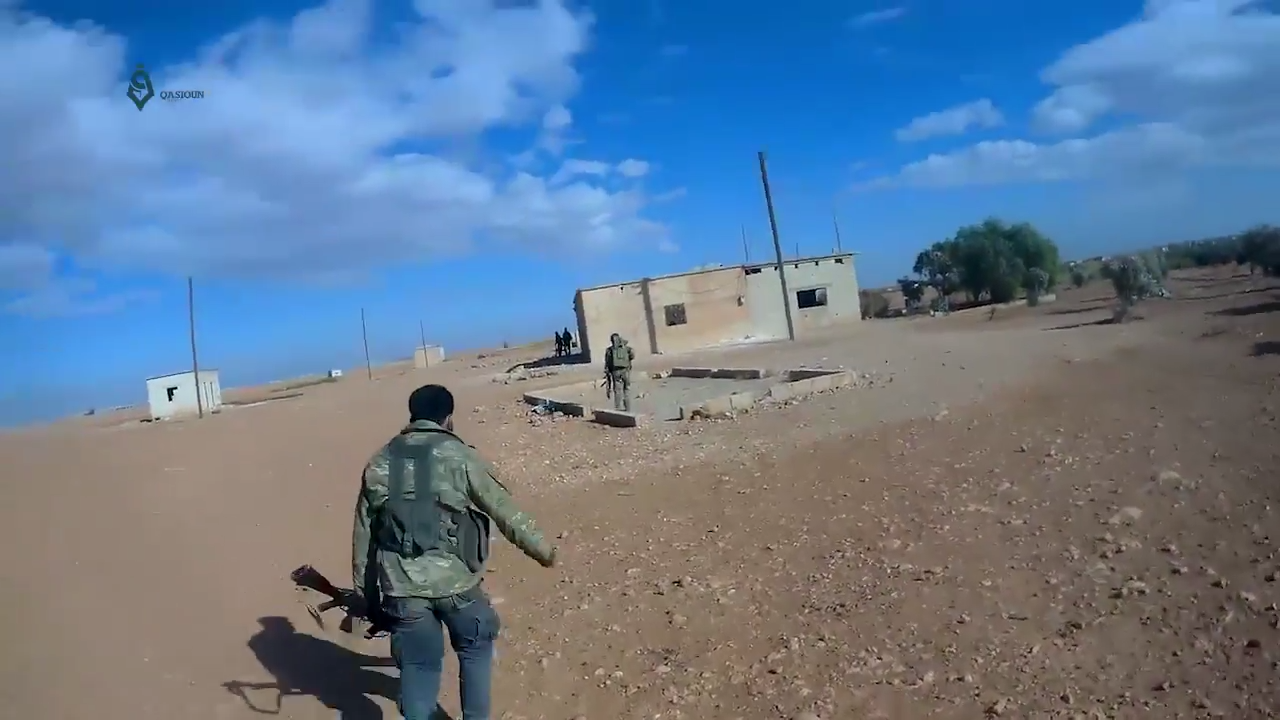
HTS-soldat i byn Mushairfa, nordöst om Hama hösten 2017, efter att IS lämnat området.

I oktober 2018 hade man mellan 12 000 och 15 000 stridande militanter i sina led (andra uppgifter uppgav senare 5 000 till 10 000). Deras aktioner vid denna tid beräknades av tankesmedjan CSIS till 99 procent vara riktade mot den syriska regimen eller andra stridande grupper, medan resterande procent då klassificerades av CSIS som våld mot civila.
Under sent 2010-tal krympte organisationens maktbas till regionen runt Idlib i nordväst, ett område där HTS successivt konkurrerade ut övriga oppositionsgrupper. Detta område hade fungerat som en buffertzon mellan al-Assads Syrien och Turkiets ockupationszon längst i norr. Buffertzonen hade varit till fördel för Ryssland som velat balansera sina olika intressen i regionen och undvika direkt militär konflikt med Turkiet.

### 2020-talet
I början av 2020-talet rådde en skör vapenvila och maktbalans mellan de olika stridande makterna i Syrien, och HTS hade endast kontroll över Idlib-regionen. Detta tillstånd förändrades sent i november 2024. Då inledde HTS en militär offensiv för att utöka sin militära zon, vilket ledde till att man endast några dagar senare även tog kontroll över miljonstaden Aleppo.
Det begränsade militära motståndet från den syriska regimen belyste Assad-regimens svaghet, med litet praktiskt stöd från vare sig Ryssland eller Hizbollah (upptagna med ett invasionskrig i Ukraina respektive strider mot Israel i Libanon). Under de gångna åren hade HTS förstärkt sin militära kapacitet, samtidigt som Turkiet anses ha ökat sitt inofficiella stöd till oppositionsgrupperingarna i norra Syrien.
Efter Aleppos fall fortsatte blixtoffensiven söderöver, hjälpt av militär träning även för nattliga operationer. Inom en knapp vecka intogs även Hama och några dagar senare även Homs. Samtidigt hade andra oppositionsgrupper i de södra delarna av Syrien tagit upp striderna mot al-Assad och efter begränsat motstånd även intagit Damaskus den 8 december.

### Upplösning
I slutet av december 2024 meddelade HTS ledare Ahmed al-Sharaa, även känd som Abu Mohammad al-Julani, att HTS kommer upplösas. Han uppgav att HTS, likväl som andra rebellgrupper, istället kommer införlivas i Syriens armé.

## Verksamhet
En tid efter bildandet etablerade HTS, med säte i Idlib, en "syrisk räddningsregering" (arabiska: Ḥukūmat al-ʾInqādh al-Sūriyya) för att styra regionen. Regeringen inkluderade tio olika departement.